# دارآبشش‌داران
 دارآبشش‌داران(نام علمی: Dendrobranchiata) نام یک زیرراسته از راسته ده‌پایان است.